# 신타카오카역
신타카오카역(일본어: 新高岡駅)은 일본 도야마현 다카오카시에 위치한 서일본 여객철도의 철도역이다. 호쿠리쿠 신칸센 개통 이전엔 조하나 선이 정차했었지만, 2015년 3월 14일을 기점으로 호쿠리쿠 신칸센이 가나자와역까지 개통하게 되면서 정차하게 되었다. 신칸센 승강장은 2면 2선의 상대식 승강장이며, 재래선인 조하나 선의 승강장은 1면 1선의 단선 승강장이다.

## 타는 곳
| 11·12 | 호쿠리쿠 신칸센 | 상행 | 도야마 · 도쿄 방면     |
| 13·14 | 호쿠리쿠 신칸센 | 하행 | 가나자와 · 쓰루가 방면 |

## 역 주변
- 이온 몰 다카오카
- 다카오카 테크노 돔

## 역사
- 2009년 11월 : 역 고가부 착공.
- 2012년
  - 6월 : 역 고가부 완공.
  - 9월 : 역사 착공.
- 2013년 6월 7일 : 역명을 정식 발표.
- 2014년 8월 : 역사 완성.
- 2015년 3월 14일 : 호쿠리쿠 신칸센 개업에 수반해, 개업.
- 2017년 4월 15일: 조하나 선에 ICOCA를 도입. 다만 다카오카 방면에만 사용 가능.[1][2]

## 인접 역
| 호쿠리쿠 신칸센        | 호쿠리쿠 신칸센 | 호쿠리쿠 신칸센        |
| ---------------------- | --------------- | ---------------------- |
| 도야마 도쿄 방면       |                 | 가나자와 가나자와 방면 |
| 조하나 선              |                 |                        |
| 다카오카 다카오카 방면 |                 | 후타쓰카 조하나 방면   |